# 小造山古墳
小造山古墳（こつくりやまこふん/こづくりやまこふん）は、岡山県岡山市北区新庄上・総社市下林にある古墳。形状は前方後円墳。史跡指定はされていない。

## 概要
| 古墳名     | 墳丘長 | 時期   |
| ---------- | ------ | ------ |
| 造山古墳   | 350m   | 5c前半 |
| 作山古墳   | 282m   | 5c中頃 |
| 小造山古墳 | 142m   | 5c後半 |

岡山市・総社市の境界部、造山古墳北方の丘陵上に築造された大型前方後円墳である。墳形は前方後円形で、前方部を南方に向ける。墳丘は2段築成。墳丘表面では埴輪が採集されているほか、墳丘周囲には周濠が巡らされている。
この小造山古墳は、出土埴輪および墳形から古墳時代中期後半の5世紀後半頃の築造と推定される。吉備地方の首長墓としては造山古墳（墳丘長350メートル：全国第4位）・作山古墳（墳丘長282メートル：全国第10位）に後続する首長墓とされ、古墳規模の縮小する様子が指摘される。

## 墳丘
墳丘の規模は次の通り。
- 墳丘長：142メートル
- 後円部 - 2段築成。
  - 直径：約85メートル
  - 高さ：約12メートル
- 前方部 - 2段築成。
  - 長さ：60メートル

後円部周囲には幅10メートルの周濠が巡らされているほか、周濠の外側には幅10メートルの外堤が巡らされている。また、周濠内の3箇所には渡り土堤が形成されている。